# Opération Marmara
 (janvier 2022).
Si vous disposez d'ouvrages ou d'articles de référence ou si vous connaissez des sites web de qualité traitant du thème abordé ici, merci de compléter l'article en donnant les références utiles à sa vérifiabilité et en les liant à la section « Notes et références ».
Pour les articles homonymes, voir Marmara.
Opération Marmara est le premier tome du cycle I de Sir Arthur Benton. Cette série BD d'espionnage est composée de deux cycles. Le premier cycle commence avec la montée du nazisme et se termine à la fin de la Seconde Guerre mondiale (1930-1945).

## Auteurs
- Scénario : Tarek
- Dessins et couleurs : Stéphane Perger

## Synopsis
Sir Arthur Benton est un espion anglais de haut rang, est proche des milieux nationalistes britanniques. Ses opinions politiques et ses fréquentations sont très éloignées de la politique officielle de son gouvernement, dont il est de plus en plus critique. Seuls des amis engagés, comme lui, dans une logique politique totalement différente, sont au courant de son penchant pour les régimes forts. D’ailleurs, ses amis pensent qu’il est temps d’agir dans l’ombre pour changer les choses.
Ceux-ci voudraient voir émerger des partis nationalistes en Europe afin de combattre le communisme en Union soviétique. La politique étrangère anglaise, méfiante à l’égard de Staline, n’est pas dans une logique guerrière pour le moment. Ce groupe de conspirateurs mène une action clandestine et secrète.
Reichman, un proche de Rudolf Hess, fait appel à Benton pour une mission de la plus haute importance. Tous deux se connaissent et s’apprécient, depuis des années déjà. Les SA ont besoin d’armes et d’or pour prendre le pouvoir en Allemagne. Ces derniers ne peuvent pas agir en dehors de leur pays car les différents services secrets des autres États voisins les surveillent. C’est là qu’intervient Benton et son réseau.
L’espion anglais accepte de rendre ce service à des hommes qui pensent comme lui. Pour ce faire, il se rend à Istanbul, ville où la confusion règne encore, mais aussi, et surtout, ville carrefour, entre Orient et Occident. Les services anglais ne se doutent de rien tandis que le 2e Bureau, en France, qui a eu vent de cette affaire par l’un de ses espions à Berlin, décide d’envoyer quelqu’un sur place. Marchand est donc chargé de trouver et d’éliminer ces comploteurs mais il ne connaît ni les noms ni les lieux précis où vont se dérouler les transactions. Il a une seule piste : Istanbul.

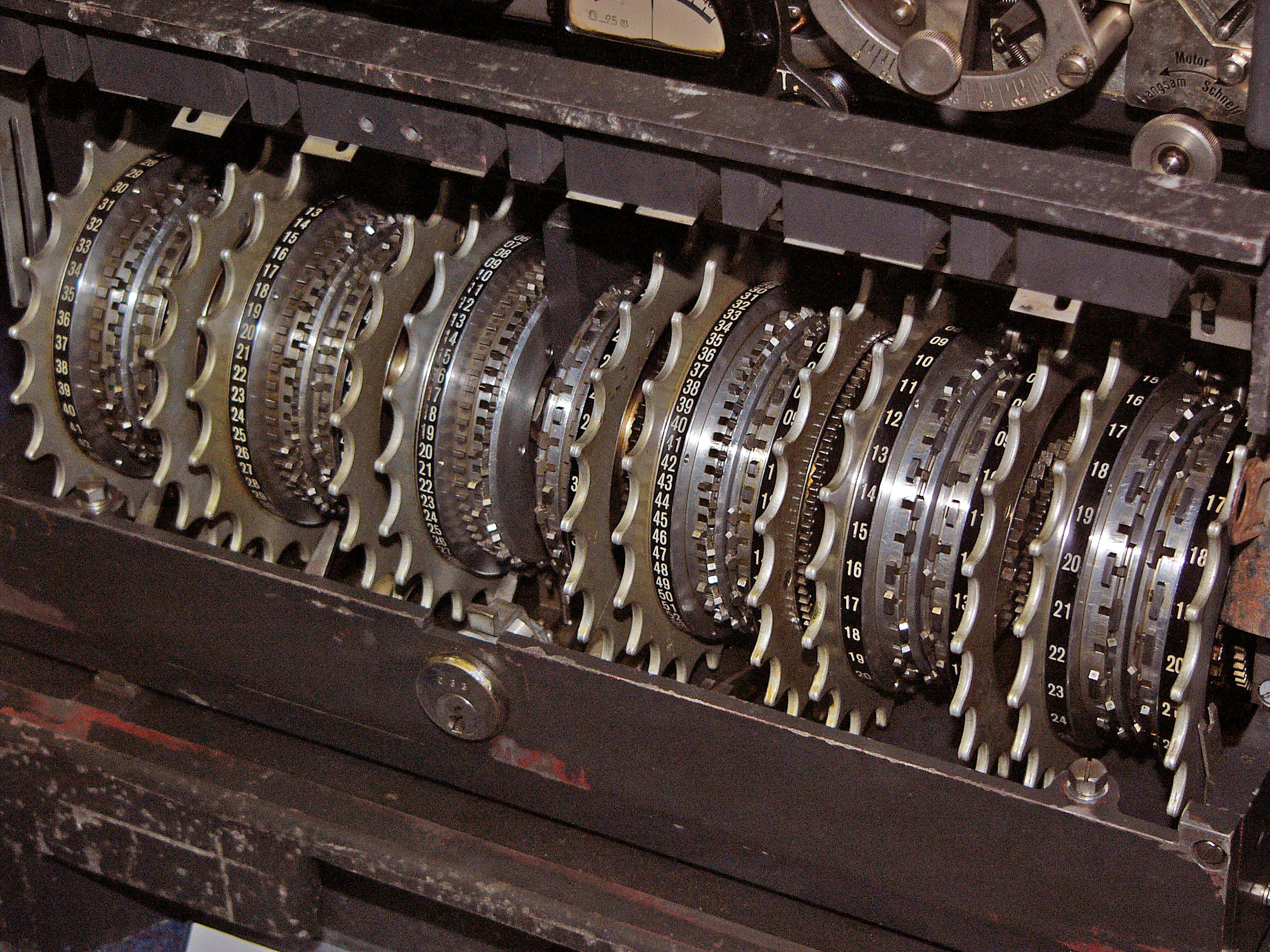
La machine Lorenz utilisée par les Allemands pour coder leurs messages importants.

Les Français ne connaissent pas le double jeu de Benton et pensent plutôt que leurs amis d’outre-Manche leur jouent un mauvais coup pour asseoir, à leur détriment, leur puissance en Orient. Benton va utiliser sa couverture d’antiquaire dans la ville d’Istanbul. Cette affaire va très rapidement attirer toutes sortes d’agents en Turquie. Tout le monde se sent menacé et concerné par cette cargaison d’or et d’armes. En effet, les Français pensent que les armes sont pour les nationalistes syriens et, pour pimenter l’affaire, ils laissent entendre aux Turcs que les Grecs sont sur le coup. Ainsi, le gouvernement d’Atatürk autorise des agents français — Marchand est officiellement dans ce pays pour d’autres raisons et personne ne connaît son identité réelle — à agir sur leur sol. Les autorités de ce pays ont d’autres problèmes à résoudre et observent de loin cette guerre de l’ombre qui s’annonce.
Les Arabes soutiennent Benton car ils pensent que le chargement est pour eux. Ils seront très vite déçus et Benton se fera, à la suite de sa trahison, des ennemis redoutables pour la suite des événements. Les Bolcheviks entrent dans la danse car ils veulent éviter que de telles armes servent la cause contre-révolutionnaire ou les peuples qui se sont rebellés dans le Caucase.
Benton est donc en voyage d’affaires, à la recherche de tapis précieux et de divers objets anciens. Il affrète un bateau pour transporter ses acquisitions vers son pays. Hélas, ce navire marchand est encore à Chypre.
L’agitation dans les milieux espions est à son comble : la paranoïa s’installe et une sorte de course effrénée, pour découvrir les marchandises, est lancée. Tous les coups sont permis et, à ce jeu, Marchand est le plus fort. L’agitation dans les rues aggrave le climat de suspicion. Benton peut agir sans se préoccuper de ses ennemis, occupés à s’entretuer et à se surveiller.
Pendant ce temps, un navire argentin contenant des armes américaines accoste à Chypre, non loin du bateau de Benton. Des mercenaires surveillent cette cargaison. Mais est-ce la bonne ? Certainement pas, celle-ci est un leurre car le redoutable Benton pense utiliser des stocks d’armement en Bulgarie et des banques suisses pour les transactions financières, au vu et au su de tous. Ainsi, les SA pourront recevoir ce dont ils ont besoin, sans être inquiétés. Les autres puissances sont menées en bateau et ne peuvent imaginer à quel point Benton a réussi.
Marchand élimine tous les fauteurs de trouble et se rapproche de plus en plus du réseau de Benton. L’opération Marmara est un succès et les Nazis ont déjà tenté de renverser le gouvernement républicain en Allemagne. L’espion anglais quitte la Turquie. Les nationalistes arabes vendent la mèche à Marchand qui s’empresse de poursuivre le traître. Une poursuite impitoyable s’annonce. Entre-temps, les marines anglaise et française ont arraisonné le bateau argentin : les armes trouvées sont inutilisables et les mercenaires au courant de rien.

## Thèmes de la BD

### La montée du nazisme
Le premier tome de cette série aborde la question de l'arrivée au pouvoir de Hitler et de son parti le NSDAP. L'intention des auteurs est de montrer, à travers un récit d'espionnage classique, que le parti nazi est arrivé à la tête de l'Allemagne en utilisant le système démocratique. La bande dessinée est donc ponctuée des résultats de l'élection et à la fin un dossier revient sur ce thème.
Autres sujets liés à l'émergence de ce parti :
- La fin de la république de Weimar
- La persécution des juifs
- Berlin sous tension
- Les SA et leurs chefs
- La lutte contre les communistes allemands

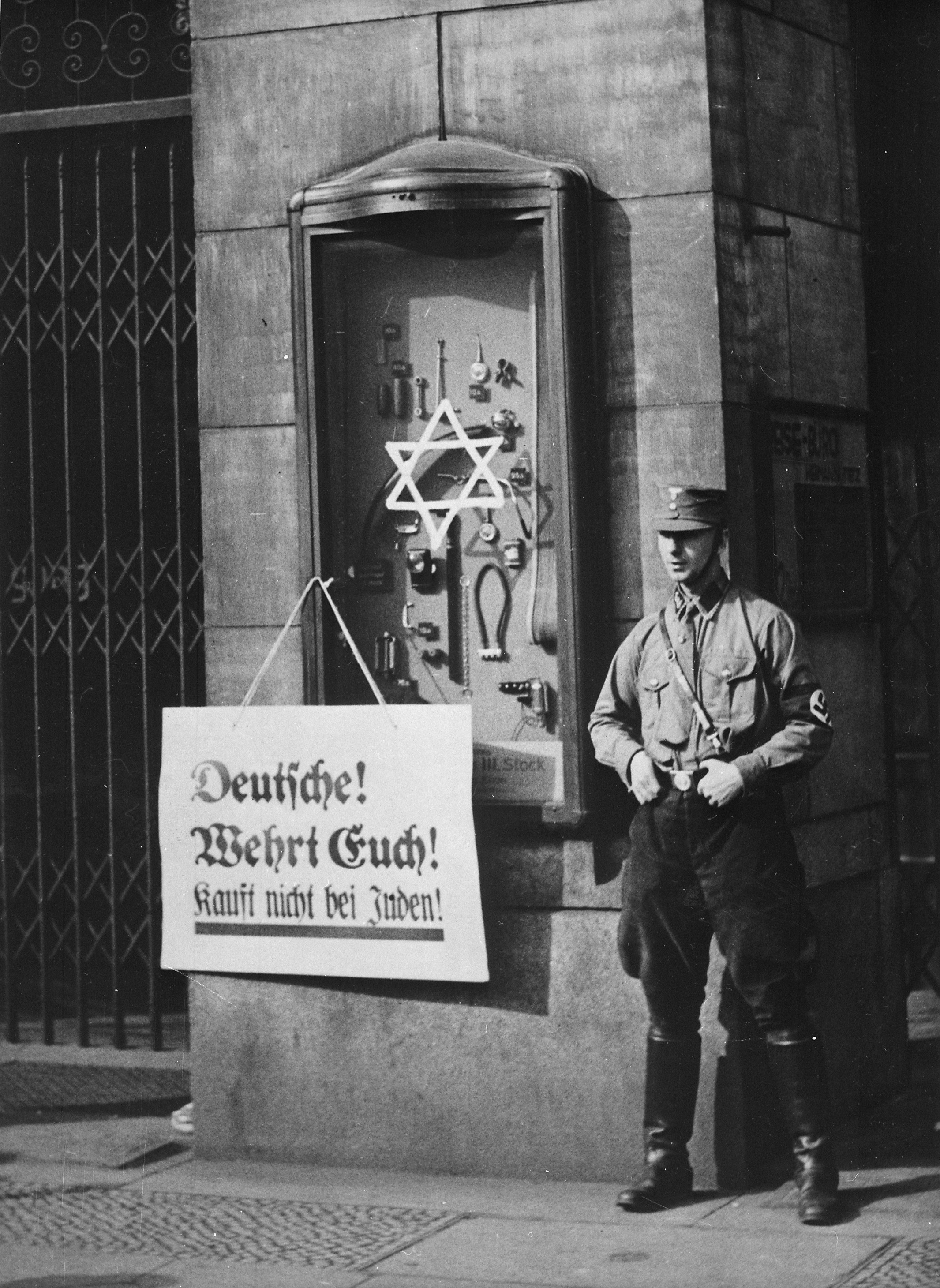
La persécution des Juifs d'Allemagne commence bien avant 1939

L'usage de signes marquants en politique est une dominante à cette époque (Mussolini ayant inspiré les nazis). Ainsi, les auteurs ont systématiquement utilisé les affiches de cette période et pour bien marquer le contenu du premier tome, une svastika noire sur fond olive avec la présence de Sir Arthur Benton sert d'illustration de couverture. Elle représente le nazisme qui s'impose en Allemagne, les bourreaux et les ennemis des démocraties occidentales incarnées par l'agent français Marchand et sa collaboratrice Brigitte. Le concept de la couverture avec des signes distinctifs forts est décliné sur les deux tomes suivants.

### Les services secrets

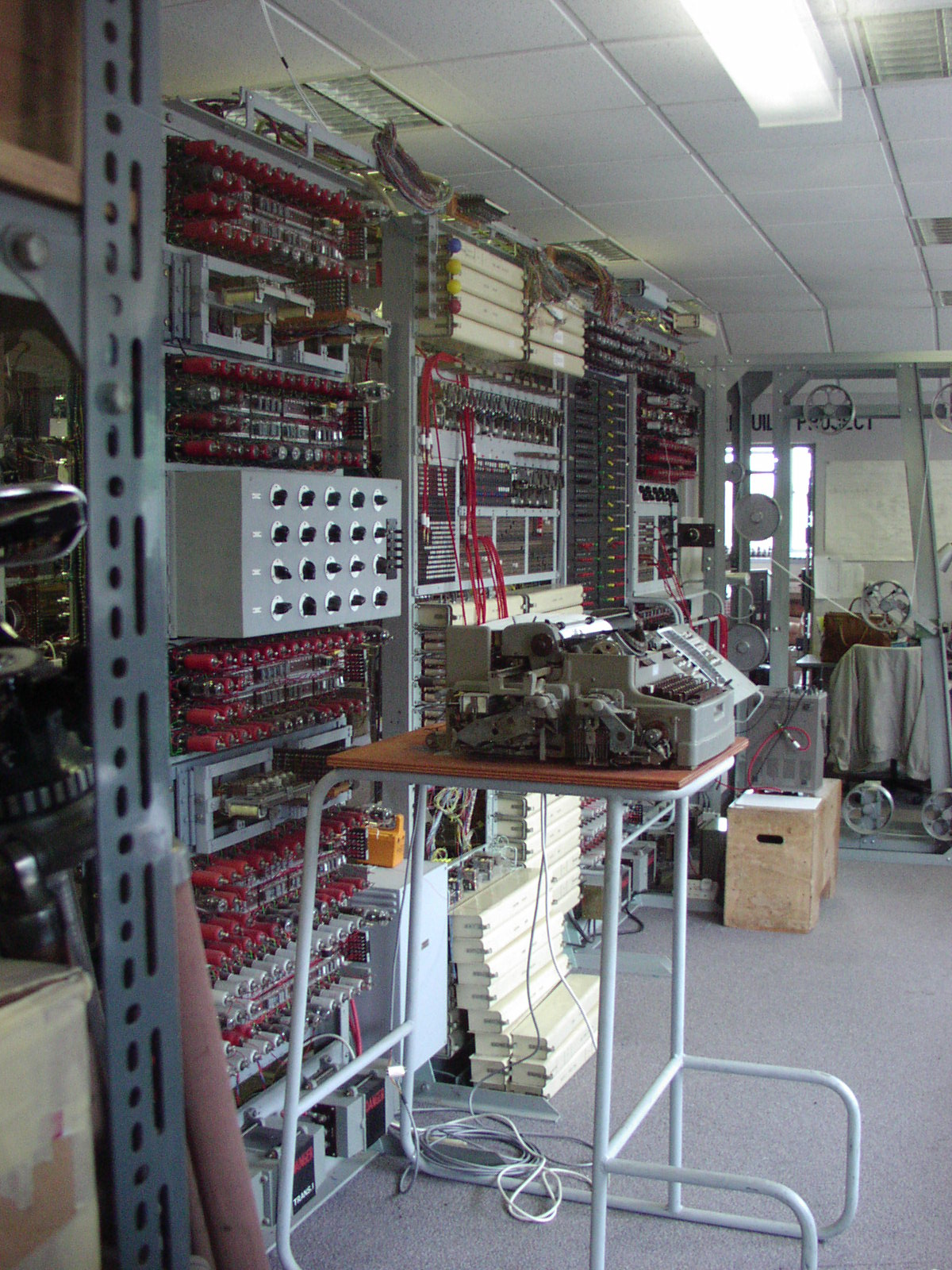
La machine Colossus conçue par les Anglais pour déchiffrer les codes allemands.

Opération Maramara est au départ une « opé » de diversion fictive pour attirer tous les agents d'Europe de l'Ouest à Chypre... Le tome 1 de cette série est une plongée dans les arcanes de l'espionnage : le 2e Bureau, le MI6, l'Abwehr mais aussi le NKVD sont au cœur du récit. Les auteurs se sont employés à montrer le fonctionnement et la manière d'agir sur le terrain en se basant sur des récits d'espion et des témoignages. Le récit est découpé en plusieurs moments :
- mission ;
- repérage ;
- infiltration ;
- déstabilisation de l'ennemi ;
- contre-espionnage ;
- retour de mission.

### L'Europe dans les années 1930
L'histoire commence dans les années avec la montée du nazisme en Allemagne, la place de la Turquie entre les deux guerres mondiales, la République de Weimar, la place de la France et de l'Angleterre à l'aube d'un nouveau conflit européen. Les protagonistes évoluent dans une Europe qui vit encore dans l'illusion que la guerre n'arrivera pas et que le NSDAP n'est pas encore une menace à prendre au sérieux. Enfin, il est question de la Suisse comme plaque tournante de la finance internationale.
- Les rapports entre les pays
- La place de l'Allemagne dans la politique de ses voisins
- Istanbul : carrefour entre l'Asie et l'Europe
- La guerre de l'ombre

## Autres tomes
1. Wannsee, 1942 - 2005
2. L’assaut final - 2006

## Récompenses
- Prix du meilleur premier album, Moulins 2005
- Prix du meilleur scénario[4], Decines  2005
- Prix du meilleur scénario, Marly 2005
- nommé au prix historique, Blois 2005
- nommé au prix du meilleur album, Chambéry 2005
- nommé au prix du meilleur scénario, Chambéry 2005

## Éditeur
- Emmanuel Proust (Collection Trilogie) février 2005